# Campeonato Mato-Grossense de Futebol Feminino
O Campeonato Mato-Grossense de Futebol Feminino é a principal competição futebolística da modalidade feminina do estado de Mato Grosso organizado pela Federação Mato-Grossense de Futebol (FMF).
Desde sua inauguração em 2008, o torneio tem sido disputado em um formato híbrido, incluindo etapas de grupos e jogos eliminatórios. Entretanto, o regulamento foi sujeito a modificações ao longo dos anos, devido às variações no número de datas e de participantes.
O Mixto é o clube com o maior número de conquistas neste torneio, totalizando seis títulos. Por sua vez, o Operário FC é o atual campeão da competição.

## História
Organizado pela Federação Mato-Grossense de Futebol (FMF), o torneio teve sua primeira edição realizada em 2008, sendo inicialmente denominado como Torneio Seletivo para a Copa do Brasil, servindo como classificatória para essa competição nacional. A equipe do Sport Club Tangará sagrou-se campeã da edição inaugural. No entanto, a competição não foi realizada em 2009.
Em 2010, o torneio retornou com uma nova estrutura e passou a ser oficialmente denominado Campeonato Mato-Grossense de Futebol Feminino. O Mixto Esporte Clube conquistou o título nas duas primeiras edições sob essa nova nomenclatura, em 2010 e 2011. Já em 2012, a Associação Atlética Serra levou a taça, interrompendo a sequência do Mixto. Nesses três anos, o Operário FC terminou como vice-campeão.
Após essa sequência de edições consecutivas, o campeonato não foi disputado em 2013. Em 2014, foi novamente realizado como um Torneio Seletivo para a Copa do Brasil, contando com apenas duas equipes. O Operário FC venceu o Mixto e garantiu a vaga no torneio nacional.
O campeonato voltou a ser interrompido, sem edições entre 2015 e 2017. A competição retornou em 2018, dessa vez como torneio fixo do calendário do futebol mato-grossense. O Operário Futebol Clube conquistou os títulos de 2018 e 2019. Nos anos seguintes, o Mixto retomou sua hegemonia e venceu quatro edições consecutivas, de 2020 a 2023, tornando-se o maior vencedor do campeonato. Em 2024, o Operário FC voltou a levantar a taça, alcançando seu quarto título estadual.

## Campeões

### Títulos por clube
| Clube                  | Título | Vice | 3.º lugar | 4.º lugar |
| ---------------------- | ------ | ---- | --------- | --------- |
| Mixto                  | 6      | 4    | 2         | —         |
| Operário FC            | 4      | 3    | 1         | —         |
| Serra                  | 1      | —    | 2         | —         |
| Tangará                | 1      | —    | —         | —         |
| Ação                   | —      | 3    | —         | 2         |
| Operário VG            | —      | 1    | —         | —         |
| Cuiabá                 | —      | 1    | 4         | —         |
| Dom Bosco              | —      | —    | 1         | 1         |
| Cáceres Ltda.          | —      | —    | 1         | —         |
| Palmeiras              | —      | —    | —         | 3         |
| Atlético Matogrossense | —      | —    | —         | 1         |
| Cáceres                | —      | —    | —         | 1         |
| Mato Grosso            | —      | —    | —         | 1         |

### Títulos por cidade
| Cidade           | Título | Vice | 3.º lugar | 4.º lugar |
| ---------------- | ------ | ---- | --------- | --------- |
| Cuiabá           | 6      | 6    | 7         | 3         |
| Várzea Grande    | 4      | 6    | 1         | 2         |
| Tangará da Serra | 2      | —    | 2         | —         |
| Cáceres          | —      | —    | 1         | 1         |
| Poconé           | —      | —    | —         | 3         |

## Copa FMF
A Copa FMF de Futebol Feminino de 2012 foi a única edição da competição organizada pela Federação Mato-Grossense de Futebol (FMF) para definir o representante do estado na Copa do Brasil de Futebol Feminino de 2013. Inicialmente, a expectativa era de um torneio mais abrangente, porém, devido ao desinteresse de algumas equipes convidadas, como Cacerense, Palmeiras de Poconé e Sorriso, e questões financeiras que impediram a participação do Operário FC, a disputa ficou restrita a apenas duas equipes: Mixto e Serra.
A competição foi decidida em uma série de dois jogos. Na primeira partida, realizada no Estádio Presidente Dutra, em Cuiabá, o Mixto venceu o Serra por 2 a 0, abrindo vantagem na disputa. No jogo de volta, ocorrido no Estádio Mané Garrincha, em Tangará da Serra, o Serra conseguiu uma vitória por 3 a 2. No entanto, devido ao resultado agregado de 4 a 3, o Mixto sagrou-se campeão da Copa FMF, e garantiu a vaga na Copa do Brasil.
Após a conquista do Mixto, o Serra entrou com um pedido de impugnação da final, alegando escalação de jogadora irregular na primeira partida. O Tribunal de Justiça Desportiva de Mato Grosso (TJD-MT) arquivou inicialmente o caso, mantendo o título do adversário e sua vaga na competição nacional. Com essa decisão, a FMF chegou a divulgar uma resolução confirmando o Mixto como campeão da competição.
No entanto, o TJD-MT voltou a analisar a denúncia apresentada pelo Serra e, em nova decisão, acatou o pedido do clube, anulando a final da Copa FMF e retirando tanto o título quanto a vaga do Mixto na Copa do Brasil. Com isso, a FMF oficializou, no dia 15 de dezembro, o Serra como o legítimo campeão do torneio e, consequentemente, o representante de Mato Grosso no campeonato nacional.